# 竈神社
竈神社（かまどじんじゃ）は、岩手県奥州市前沢に鎮座する神社。例祭は3月28日。本殿が文化財指定を受けている。

## 祭神
- 火産靈命（カグツチ）

## 歴史
当社の創建について詳細は不明だが、征夷大将軍坂上田村麻呂が東征の際、当地に一時駐屯し、仮陣屋に竈神を祀ったことから当地住民が祠を建立したとされる。地元では「関の荒神様」と称される旧関村（1875年まで存在）の鎮守であった。明治の神仏分離令に際し現在の名に改称。東北地方太平洋沖地震において基礎支柱のずれ、建物全体の傾き、彫刻部分の損傷などの被害を受けた。

## 文化財

### 本殿
１間2分四方、銅葺。宮大工・飯坂弥五郎によって1886年（明治19年）に建立された。1986年（昭和61年）7月1日、前沢町（当時）から有形文化財に指定された。

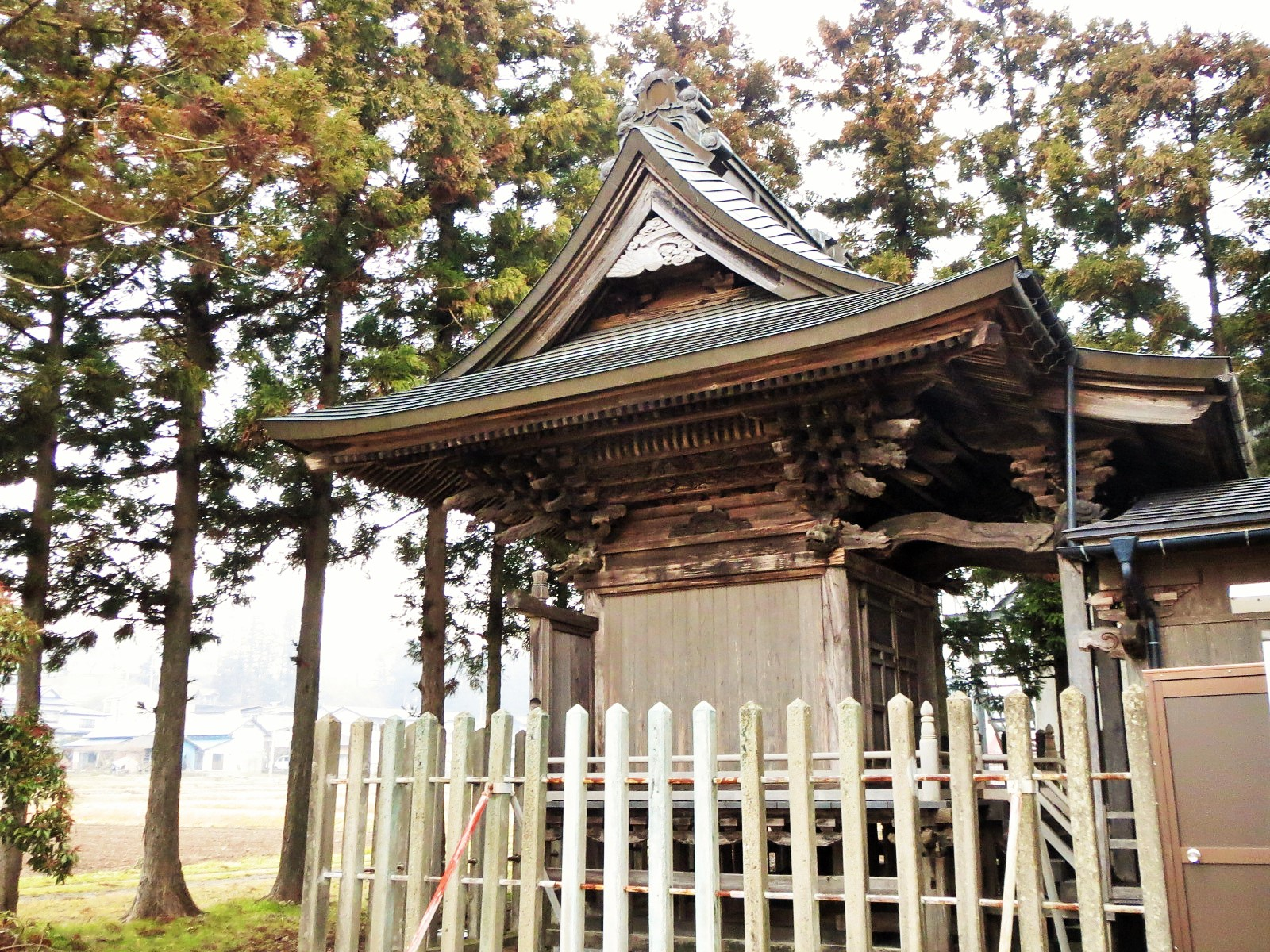
竈神社本殿

## 現地情報
所在地
- 岩手県奥州市前沢古城字高大寺１

交通アクセス
- 東北自動車道平泉前沢インターチェンジより車10分
- 東北本線前沢駅より徒歩30分

駐車場
- あり